# Bespin
Bespin är en fiktiv planet i Star Wars, en gasjätte ovanför vilken en svävande stad hänger hjälp av antigravitation. Lando Calrissian styr staden fram till handlingen i Rymdimperiet slår tillbaka då Rymdimperiet ockuperar den och Calrissian tvingas fly och ansluter sig till rebellerna.
Cloud City förekommer även som spelbana i flera av TV-spelen, bland dem Battlefront, Uprising, Mysteries of the Sith och Unleashed.

### Fotnoter
1. ↑  Jonathon Dornbush (26 januari 2016). ”Death Star, Bespin coming to Star Wars Battlefront via season pass”. http://www.ew.com/article/2016/01/26/star-wars-battlefront-season-pass-dlc-details/. Läst 21 januari 2019.
2. ↑  Niklas Wilfer (7 augusti 2008). ”Förhandstitt på Star Wars: The Force Unleashed”. Star Wars. https://www.starwars.se/texter/blogg/463-forhandstitt-pa-star-wars-the-force-unleashed. Läst 16 oktober 2019.